# Entroncamento
Entroncamento és un municipi portuguès, situat al districte de Santarém, a la regió del Centre i a la subregió de Médio Tejo. L'any 2006 tenia 20.896 habitants. Limita a l'est amb Vila Nova da Barquinha i Golegã, i al sud, oest i nord amb Torres Novas.

## Població
| Població del concelho d'Entroncamento (1950 – 2004) | Població del concelho d'Entroncamento (1950 – 2004) | Població del concelho d'Entroncamento (1950 – 2004) | Població del concelho d'Entroncamento (1950 – 2004) | Població del concelho d'Entroncamento (1950 – 2004) | Població del concelho d'Entroncamento (1950 – 2004) |
| --------------------------------------------------- | --------------------------------------------------- | --------------------------------------------------- | --------------------------------------------------- | --------------------------------------------------- | --------------------------------------------------- |
| 1950                                                | 1960                                                | 1981                                                | 1991                                                | 2001                                                | 2004                                                |
| 6804                                                | 7355                                                | 11976                                               | 14226                                               | 18174                                               | 20065                                               |

## Freguesies
- São João Baptista
- Nossa Senhora de Fátima.